# Stephen Adly Guirgis
Stephen Adly Guirgis (ur. 1965 w Nowym Jorku) – dramaturg amerykański mieszanego, irlandzko-egipskiego pochodzenia, laureat Nagrody Pulitzera. Wyróżnienie otrzymał w 2015 za sztukę Between Riverside and Crazy.
W 2018 filmie Vice w reżyserii Adama McKaya wcielił się w postać George’a Teneta.